# Caradrina albina
Caradrina albina là một loài bướm đêm trong họ Noctuidae.